# Sonate K. 129
La sonate K. 129 (F.88/L.460) en ut mineur est une œuvre pour clavier du compositeur italien Domenico Scarlatti.

## Présentation
La sonate K. 129 en ut mineur, notée Allegro, commence par un arpège ascendant repris en imitation par la main gauche. La sonate est propulsée par des motifs répétitifs qui s'arrêtent à peine pour respirer au pivot désigné comme crux par Ralph Kirkpatrick − ici mis en évidence (mesure 32) par un point d'orgue.

## Manuscrits
Le manuscrit principal est le numéro 32 du volume XV (Ms. 9771) de Venise (1749) et figure une seconde fois dans le volume I (Ms. A. G. 31406) no 29 (1752), copié pour Maria Barbara ; ainsi que dans  Parme I 29 (Ms. 9772). Deux copies se trouvent dans les manuscrits de Saragosse (B-2 Ms. 31 no 20, fos  39v-41r, et B-2 Ms. 32 no 11, fo  21v-23r), avec une mise en page parfaitement identique aux deux sources italiennes.

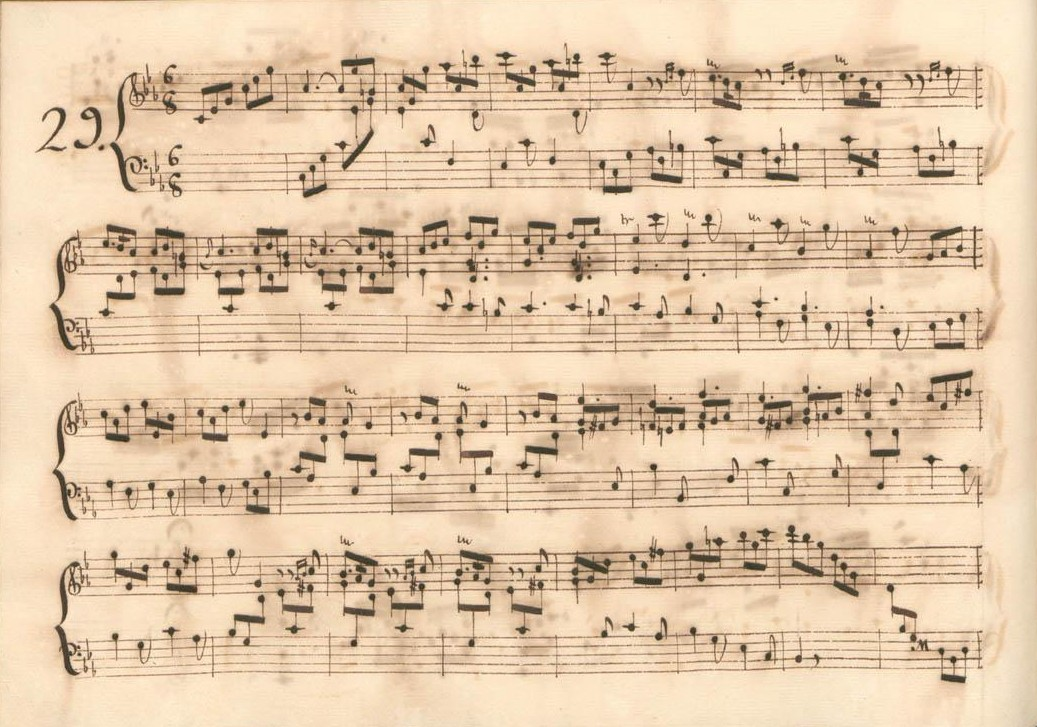
Parme I 29.
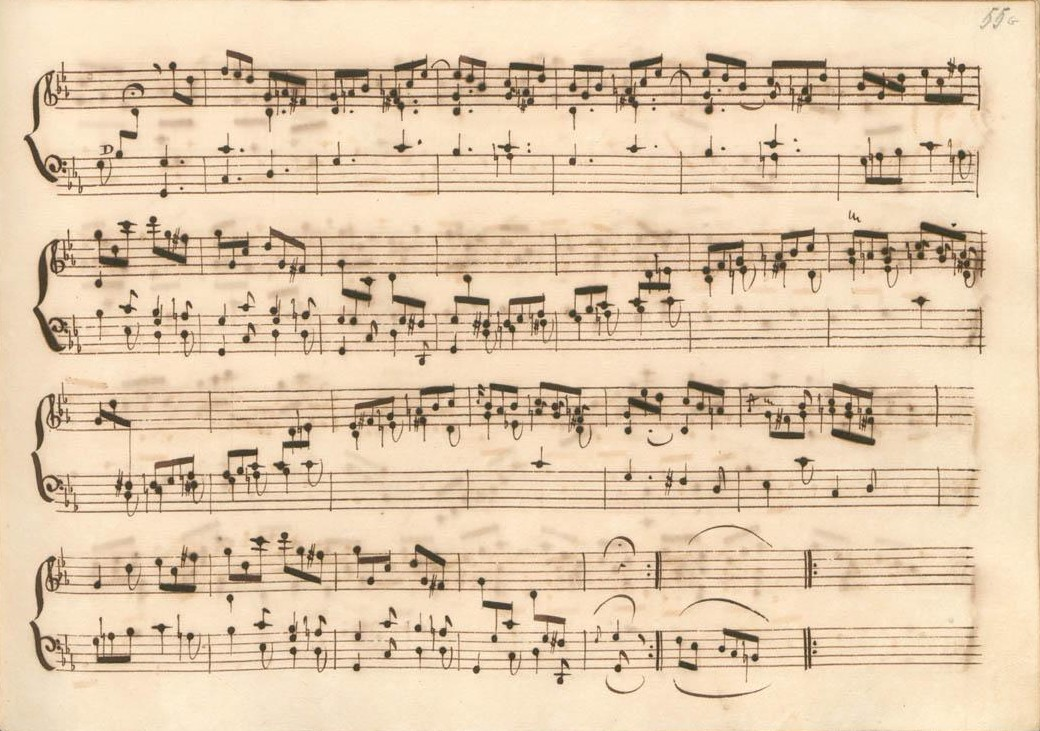
Parme I 29 (fin de la première section).
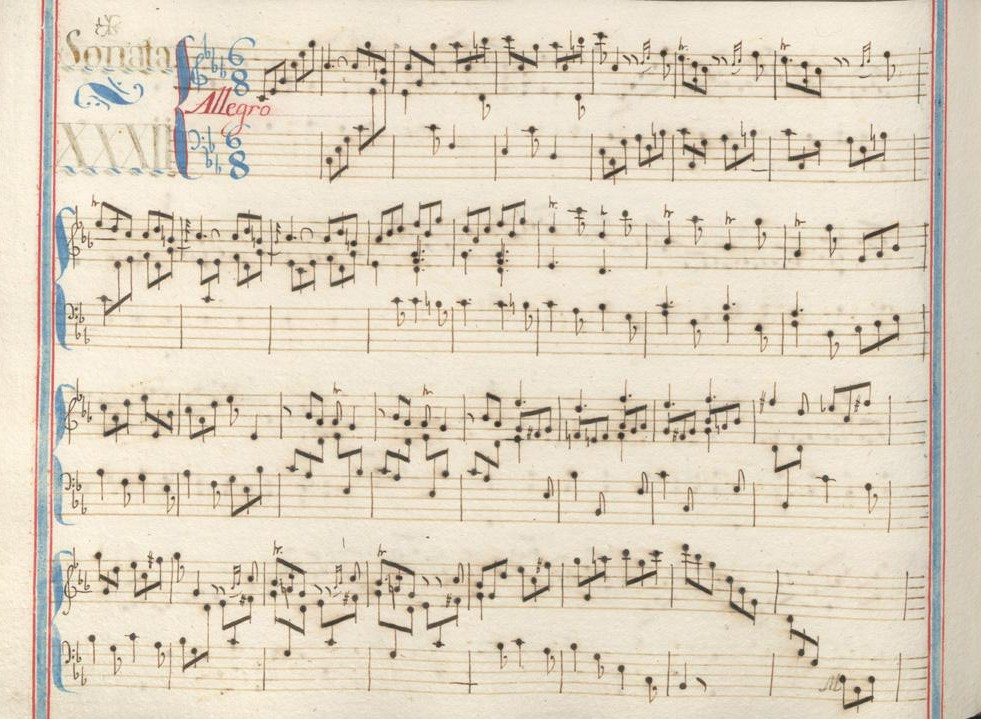
Venise XV 32.
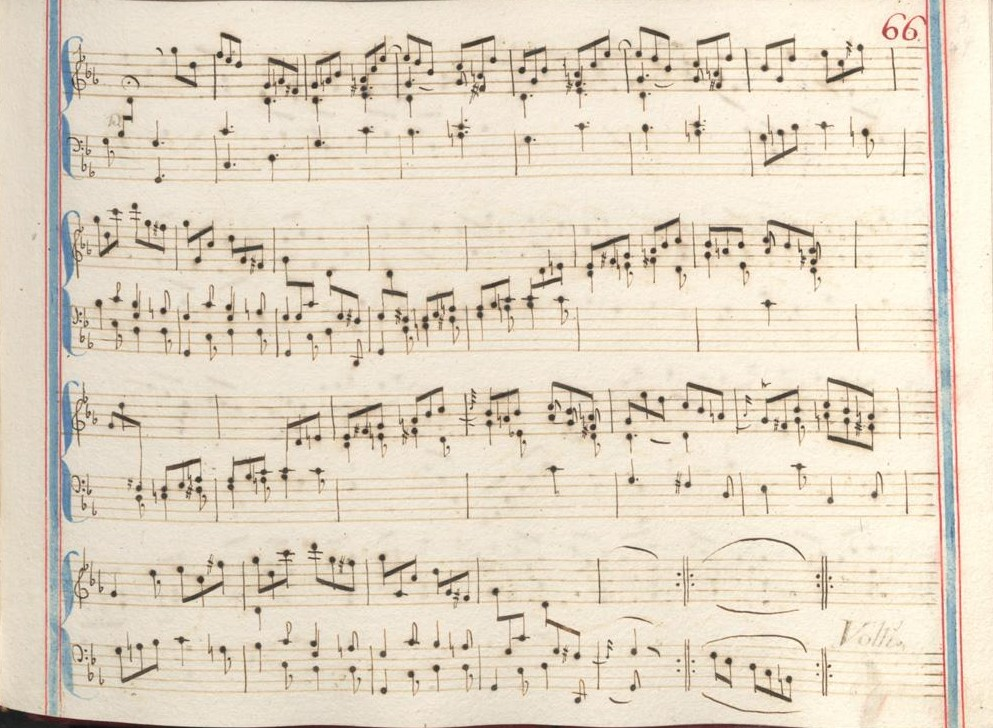
Venise XV 32 (fin de la première section).
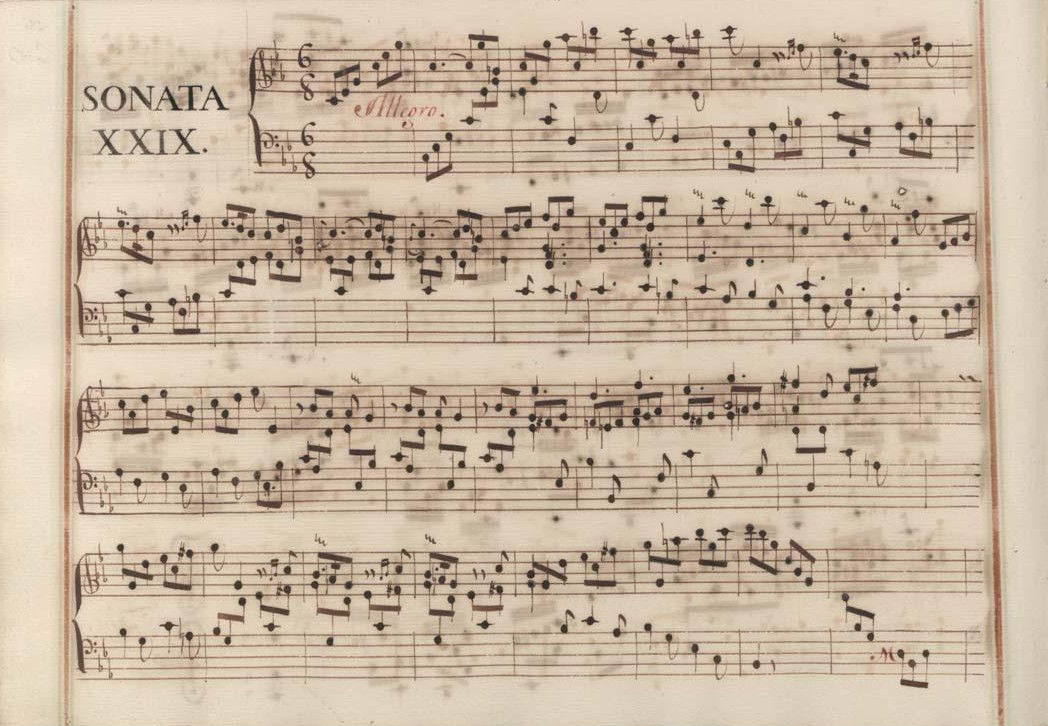
Venise I 29.
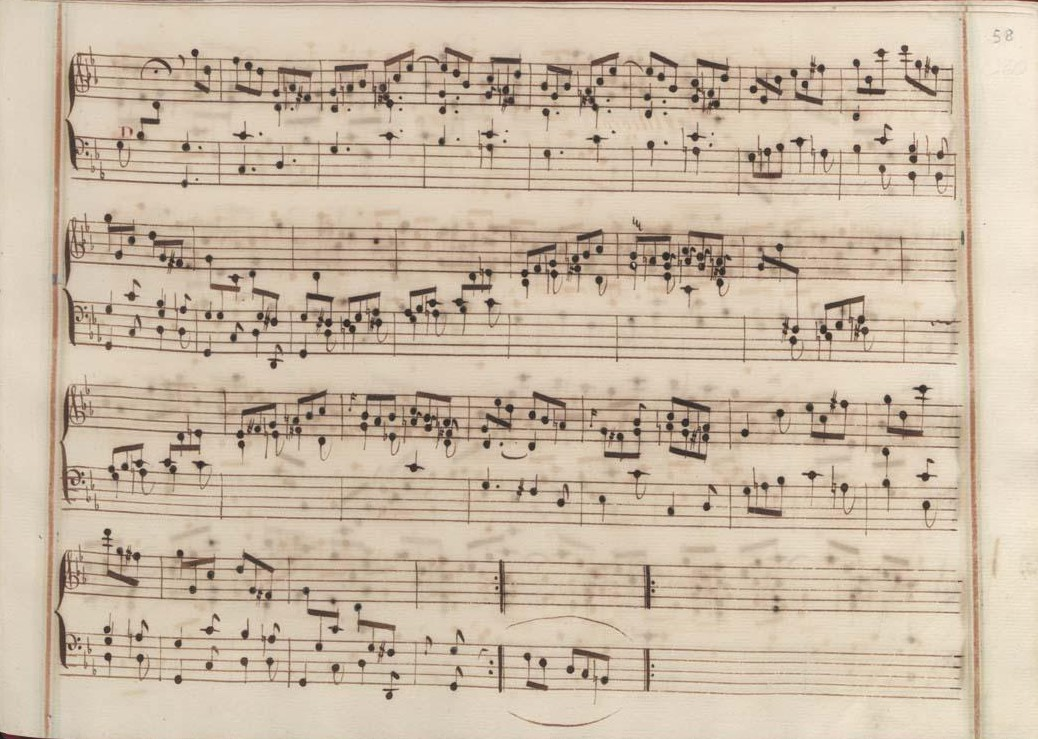
Venise I 29 (fin de la première section).

## Interprètes
La sonate K. 129 est défendue au piano, notamment par Carlo Grante (2009, Music & Arts, vol. 1), Soyeon Lee (2017, Naxos, vol. 21) et Christoph Ullrich (2019, Tacet, vol. 3) ; au clavecin par Scott Ross (1985, Erato), Richard Lester (2001 et 2005, Nimbus, vol. 1 et vol. 6) et Pieter-Jan Belder (Brilliant Classics, vol. 3). David Schrader l'a enregistrée au piano-forte (1997, Cedille).

## Sources
: document utilisé comme source pour la rédaction de cet article.
- Ralph Kirkpatrick (trad. de l'anglais par Dennis Collins), Domenico Scarlatti, Paris, Lattès, coll. « Musique et Musiciens », 1982 (1re éd. 1953 (en)), 493 p. (ISBN 978-2-7096-0118-4, OCLC 954954205, BNF 34689181).
- Alain de Chambure, « Domenico Scarlatti : Intégrale des sonates — Scott Ross », Erato (2564-62092-2), 1985 (OCLC 891183737) .
- (es) Celestino Yáñez Navarro (thèse), Nuevas aportaciones para el estudio de las sonatas de Domenico Scarlatti. Los manuscritos del Archivo de Música de las Catedrales de Zaragoza, Université autonome de Barcelone, 2016 (lire en ligne)